# Becoming a God
Becoming a God (On Becoming a God in Central Florida) est une série télévisée américaine, en dix épisodes de 45 minutes, créée par Robert Funke et Matt Lutsky, produite par Kirsten Dunst et George Clooney, diffusée simultanément du 25 août au 20 octobre 2019 sur Showtime aux États-Unis et sur Crave au Canada.
C'est une comédie noire avec Kirsten Dunst dans le rôle titre.
En France, elle a été mise en ligne intégralement le 22 octobre 2020 sur le service Salto. Elle est disponible également sur la plateforme Netflix. Et au Québec, la série est diffusée à compter du 17 mai 2021 sur Vrak.

## Synopsis
En 1992, Krystal Stubbs, une mère de famille endettée, gagne difficilement sa vie comme employée au salaire minimum d'un parc aquatique dans le Grand Orlando (Floride centrale), en Floride. Elle va tenter de devenir riche en tirant profit du système pyramidal et de vente multiniveau des Founders American Merchandise qui a mis sa famille sur la paille et en retournant l'arnaque contre ses créateurs.

## Distribution

### Acteurs principaux
- Kirsten Dunst (VF : Chloé Berthier) : Krystal Stubbs
- Théodore Pellerin (VF : Maxime Donnay) : Cody Bonar
- Mel Rodriguez (VF : Thierry Janssen) : Ernie Gomes
- Beth Ditto (VF : Audrey d'Hulstère) : Bets Gomes
- Ted Levine (VF : Jean-Michel Vovk) : Obie Garbeau II

### Acteurs récurrents
- Usman Ally (en) (VF : Olivier Prémel) : Stan Van Grundegaard
- Julie Benz (VF : Marcha Van Boven) : Carole Wilkes
- Cooper Jack Rubin (VF : Adrien Dussaiwoir) : Harold Gomes
- Kevin J. O'Connor (VF : Oliver Bony) : Roger Penland
- Josh Fadem (en) (VF : Alexandre Crépet) : Pat Stanley
- John Earl Jelks (en) (VF : Pierre Bodson) : Dr Judd Waltrip
- Melissa De Sousa (en) (VF : Nathalie Stas) : Mirta Herrera
- Da'Vine Joy Randolph (VF : Cécile Florin) : Rhonda
- Sharon Lawrence (VF : Francine Laffineuse) : Louise Garbeau
- Shari Headley (VF : Sophie Landresse) : Harmony
- Billy Slaughter (en) (VF : Pierre Lognay) : Kissinger Haight

### Invités
- Alexander Skarsgård : Travis Stubbs
- David Paymer (VF : Patrick Donnay) : Buck Bridges
- Mary Steenburgen (VF : Rosalia Cuevas) : Ellen Joy Bonar

 Source et légende : version française (VF) sur RS Doublage et carton de doublage.

## Production
Le 26 septembre 2019, la série est renouvelée pour une deuxième saison,.
Le 7 octobre 2020, la chaîne Showtime est dans l'obligation de modifier sa décision de renouvellement et d'annuler la série, liée à la pandémie de Covid-19, faute d'emploi du temps ne pouvant coïncider pour réunir l'équipe.

## Épisodes
1. Foncez les fonceurs (The Stinker Thinker)
2. La Saisie (The Gloomy-Zoomies)
3. Donnez-moi un oui ! (A Positive Spin !)
4. Destinée (Manifest Destinee)
5. Paradise Cay (Many Masters)
6. L'Espoir (American Merchandise)
7. L'Étoile montante (Flint Glass)
8. La Thérapie (Birthday Party)
9. Trois minutes cinquante six secondes (Wham Bam Thank You Fam)
10. Chantage (Go Getters Gonna Go Getcha)

## Distinction

### Nomination
- Golden Globes 2020 : Meilleure actrice dans une série musicale ou comique pour Kirsten Dunst